# Rhetus oluros
Rhetus oluros är en fjärilsart som beskrevs av Hans Fruhstorfer 1907. Rhetus oluros ingår i släktet Rhetus och familjen Riodinidae. Inga underarter finns listade.